# 武石彰夫
武石 彰夫（たけいし あきお、1929年3月31日-2011年 ）は、日本の仏教文学の研究者。元高知大学教授・仏教文化研究所所長。

## 略歴
東京市（現文京区）生まれ。1958年法政大学文学部日本文学科卒業。1971年『仏教歌謡の研究』で國學院大學より文学博士。大東文化大学助教授、高知大学教授、千葉大学講師、東洋大学講師、同大学院講師、朝日大学教授、聖徳大学教授などを経て、仏教文化研究所所長。『平家物語』『徒然草』などを講義した。また大学受験ラジオ講座の講師も勤めた。

## 著書
- 『歌謡文学史』（研文社、1966年）
- 『仏教歌謡の研究』桜楓社 1969年)
- 『徒然草の仏教圏』（桜楓社、1971年）
- 『仏教歌謡』（塙書房、1973年）
- 『仏教文学論考』（白帝社、1974年）
- 『仏教文学の周辺』（大東文化大学附属東洋研究所、1977年）
- 『古典評論 - 問題研究』（三省堂、1978年）
- 『愛と信仰の世界』（佼成出版社、1981年）
- 『和讃 - 仏教のポエジー』（法蔵館、1986年）
- 『現代文の攻略法7則』（三省堂、1987年）
- 『仏教文学の魅力』（佼成出版社、1989年）
- 『精選仏教讃歌集』（佼成出版社、2004年）

### 共著・編著
- 『中世文学研究』（双文社出版、1997年）、編者代表
- 『仏教文学を読む事典』（佼成出版社、2011年）

### 校訂書
- 『閑吟集歌句索引』（私家版、1962年）
- 『歌謡文学』（白帝社、1970年）
- 『仏教歌謡集成　正・続』（大東文化大学附属東洋研究所、1976-77年）
- 『仏教和讃御詠歌全集』（国書刊行会（全3巻）、1985年）
- 『三帖和讃絵鈔』（古典文庫、1992年）

### 共編
- 『中世仏教歌謡集』（新間進一との共編、古典文庫、1969年）
- 『近世仏教歌謡集』（上・中、新間進一との共編、古典文庫、1971-74年）、下は未刊
- 『徒然草注釈・論考』（小林智昭・菊地良一との共編、双文社出版、1975年）
- 『仏教文学辞典』（菅沼晃との共編、東京堂出版、1980年）

### 訳注
- 『今昔物語集 本朝世俗部 現代語訳対照』（旺文社文庫（全4巻）、1984-86年）
- 『今昔物語集　本朝世俗部』（旺文社対訳古典シリーズ（全4巻）、1988年）
- 『今昔物語集　本朝世俗篇 全現代語訳』（講談社学術文庫（上・下）、2016年）
- 『新日本古典文学大系56　梁塵秘抄　閑吟集　狂言歌謡』（小林芳規、土井洋一、真鍋昌弘、橋本朝生共編、岩波書店、1993年）

### 解説
- 『宴曲集成』1-5（古典文庫、1972年）

### 論文
- CiNii>武石彰夫
- INBUDS>武石彰夫